# Bowlesia incana
Bowlesia incana är en växtart i släktet Bowlesia och familjen flockblommiga växter.
Arten är ettårig och förekommer i stora delar av Nord- och Sydamerika. Den har också naturaliserats i Frankrike och Pakistan. I Sverige är den tillfälligt påträffad, men reproducerar sig inte. Arten beskrevs av Hipólito Ruiz López och José Antonio Pavón y Jiménez 1802.